# Herbert-P.-Broida-Preis
Der Herbert-P.-Broida-Preis (englisch Herbert P. Broida Prize) ist ein von der American Physical Society seit 1980 zuletzt im zweijährlichen Rhythmus für herausragende Arbeiten für experimentelle Fortschritte im Bereich der Atom- und Molekülspektroskopie oder chemischer Physik vergebener Preis. Er wurde nach dem Physiker Herbert P. Broida benannt und ist mit 5000 US-Dollar dotiert.

## Preisträger
- 1980: Robert W. Field
- 1981: William C. Lineberger
- 1983: Theodor Hänsch
- 1985: Richard Bersohn
- 1987: Steven Chu
- 1989: Stephen R. Leone
- 1991: David E. Pritchard
- 1993: Curt Wittig
- 1995: Ahmed Zewail
- 1997: William Happer
- 1999: Terry A. Miller
- 2001: David W. Chandler und Paul Houston
- 2003: George W. Flynn
- 2005: Hanna Reisler
- 2007: James C. Bergquist
- 2009: Gustav Gerber
- 2011: Warren S. Warren
- 2013: Daniel M. Neumark
- 2015: Mike Ashfold
- 2017: Tilman Pfau
- 2019: Marsha I. Lester
- 2021: John M. Doyle
- 2023: Lai-Sheng Wang
- 2025: Lucio Frydman